# 2024 au théâtre
| Années du théâtre : 2021 - 2022 - 2023 - 2024 - 2025 - 2026 - 2027    |
| Décennies du théâtre : 1990 - 2000 - 2010 - 2020 - 2030 - 2040 - 2050 |

## Événements
- 13 janvier  : Le spectacle Les Emigrants, de Krystian Lupa, d'après W. G. Sebald, est joué au théâtre de l'Odéon, après avoir été successivement déprogrammé de la Comédie de Genève suite au comportement du metteur en scène, et du Festival d'Avignon et du théâtre du Maillon (Strasbourg), pour des raisons financières[1].
- 21 juin : Julien Gosselin succède à Stéphane Braunschweig à la tête du théâtre de l'Odéon[2].
- 30 juin : Un critique de théâtre porte plainte contre l'artiste Angelica Liddell, après que celle ci l'ai insulté durant son spectacle Dämon : El funeral de Bergman, joué dans la cour d'honneur en ouverture du Festival d'Avignon[3].

## Pièces de théâtre représentées

### Saison 2023-2024
- Du 13 janvier au 4 février : Les Emigrants, d'après W. G. Sebald, mise en scène de Krystian Lupa, théâtre de l'Odéon.

## Festival d'Avignon
- Spectacle d'ouverture : Dämon : El funeral de Bergman, de Angelica Liddell.

## Décès
- 11 janvier : Laurence Badie, comédienne française.
- 20 février : Roland Bertin, comédien français.
- 26 février : René Pollesch, dramaturge et metteur en scène allemand.
- 3 mars : Edward Bond, dramaturge, metteur en scène, théoricien et traducteur britannique.
- 14 mars : Micheline Attoun, cofondatrice de Théâtre Ouvert.
- 9 avril : Paola Gassman, comédienne italienne.
- 18 avril : Georges Forestier, historien du théâtre.
- 4 mai : Jūrō Kara, comédien, dramaturge et écrivain japonais.
- 27 septembre : Maggie Smith, comédienne britannique.
- 1er décembre : Niels Arestrup, comédien français.